# Christiaan Lucasse
Christiaan Lucasse ('s-Heer Arendskerke (Zld.), 9 februari 1852 - Goes, 10 maart 1926) was een Nederlands politicus.
Lucasse was een Uit Zuid-Beveland afkomstige advocaat, later kantonrechter, die voor de ARP in de Tweede en Eerste Kamer zat. Hij was een boerenzoon, die in de Kamer vooral de belangen van Zeeland behartigde. Hij was in die provincie ook acht jaar lid van Gedeputeerde Staten. Hij koos in 1894 de zijde van Abraham Kuyper.
- Biografisch Portaal: 42122404
- International Standard Name Identifier: 0000 0003 8908 031X
- Nederlandse Thesaurus van Auteursnamen: 143331833
- Parlement.com: vg09ll31g3x5
- Virtual International Authority File: 282357110
- WorldCat: E39PBJt8dvr3JgB6Brhh3wrTHC